# Samningsøya
Samningsøya est une île norvégienne du comté de Hordaland appartenant administrativement à Bømlo.

## Description
Rocheuse et désertique, elle s'étend sur environ 1,7 km de longueur pour une largeur approximative de 899 m. 